# Хайнц Фишер
Хайнц Фишер е австрийски политик, президент с два мандата на Австрия от 8 юли 2004 година до 8 юли 2016 година. Заемал е също и длъжностите председател на Националния съвет (1990 – 2002), министър на науката и научните изследвания (1983 – 1986).